# One Hour by the Concrete Lake
One Hour by the Concrete Lake è il secondo album in studio del gruppo musicale svedese Pain of Salvation, pubblicato nel luglio 1998 dalla Inside Out Music.

## Tracce
Testi e musiche di Daniel Gildenlöw, eccetto dove indicato.
1. Spirit of the Land – 0:43
2. Inside – 6:12 (Daniel Gildenlöw, Kristoffer Gildenlöw, Fredrik Hermansson, Daniel Magdic)
3. The Big Machine – 4:23 (Daniel Gildenlöw, Daniel Magdic)
4. New Year's Eve – 5:39
5. Handful of Nothing – 5:37
6. Water – 5:05 (Daniel Gildenlöw, Daniel Magdic)
7. Home – 5:44
8. Black Hills – 6:32
9. Pilgrim – 3:17
10. Shore Serenity – 3:14
11. Inside Out – 6:37 (Daniel Gildenlöw, Fredrik Hermansson, Daniel Magdic)

Traccia bonus nell'edizione giapponese
1. Timeweaver's Tale

Traccia bonus nell'edizione sudamericana
1. Beyond the Mirror

## Formazione
Gruppo
- Daniel Gildenlöw – voce, chitarra
- Johan Hallgren – chitarra, cori
- Kristoffer Gildenlöw – basso, cori
- Fredrik Hermansson – tastiera
- Johan Langell – batteria, percussioni, cori

Altri musicisti
- Katarina Ahlén – violoncello (Pilgrim e Timeweaver's Tale)